# Série 0181 a 0190 da CP
A Série 0181 a 0190, também identificada como Série 0180, foi uma classe de locomotiva a tracção a vapor, utilizada em Portugal desde 1924. A locomotiva 0186 é utilizada em comboios históricos na Linha do Douro.

## História

### Entrada ao serviço
As locomotivas desta série foram fabricadas pela casa alemã Henschel & Sohn, tendo chegado a Portugal em 1924, como parte do pagamento da dívida da Alemanha, devido à Primeira Guerra Mundial. A locomotiva 0187 entrou ao serviço no ano seguinte, na divisão do Sul e Sueste dos Caminhos de Ferro do Estado. Inicialmente funcionava a carvão, tendo sido adaptada, após a Segunda Guerra Mundial, para utilizar Óleo combustível.

### Fim dos serviços e recuperação
Foram abatidas ao serviço pela Companhia dos Caminhos de Ferro Portugueses, num programa de substituição da tracção a vapor por gasóleo, tendo a locomotiva 0187 sido guardada num depósito em Nine. Esta foi posteriormente recuperada e posta a trabalhar nas oficinas de Entroncamento, tendo o acendimento da caldeira e os primeiros ensaios de via sido realizados no dia 26 de Setembro de 1992. Procurou-se recuar ao estado original da locomotiva, ou seja, anterior à sua modificação para queimar fuel óleo, voltando a utilizar carvão. A caldeira começou a ser acesa por volta das 10 horas e 30 minutos, operação que demorou cerca de duas horas; depois, foi-lhe acoplada uma carruagem de origem suíça, da Série 81-22001, mista de primeira classe e furgão. Em seguida, a locomotiva arrancou, tendo realizado várias provas nas vias do Centro de Formação Profissional da Companhia, durante cerca de duas horas, para detectar e corrigir anomalias. Em Dezembro desse ano, esta locomotiva rebocou um comboio especial até Tomar, para o aniversário da Associação Portuguesa dos Amigos dos Caminhos de Ferro.
A locomotiva 0186 é utilizada pela operadora Comboios de Portugal em comboios históricos na Linha do Douro. Na década de 1990, as unidades 0184 e 0190 foram encostadas na estação das Devesas, em Vila Nova de Gaia, fazendo parte de um conjunto de seis locomotivas, que ficaram ao abandono. Em Outubro de 2014, a operadora Comboios de Portugal levou as locomotivas para outra via da estação, uma vez que os terrenos no local anterior apresentavam problemas de instabilidade. Em finais de 2022, a Câmara Municipal de Vila Nova de Gaia foi questionada pela agência Lusa acerca destas locomotivas, tendo a autarquia respondido que «Não fazemos disto uma questão gaiense, porque não temos museu do comboio e acreditamos que este é um património nacional e não local», acrescentando que «as locomotivas a vapor depositadas na estação das Devesas» eram de «valor museológico nacional, devendo ser atentamente assumidos como foco da intervenção da CP». Segundo a operadora Comboios de Portugal, «o restauro não é viável para a recolocação em condições de circulação, uma vez que implicaria custos idênticos ou superiores a uma locomotiva nova», mas «poderão ser restauradas para fins estáticos e expositivos, mesmo replicando algumas peças em falta».

## Descrição

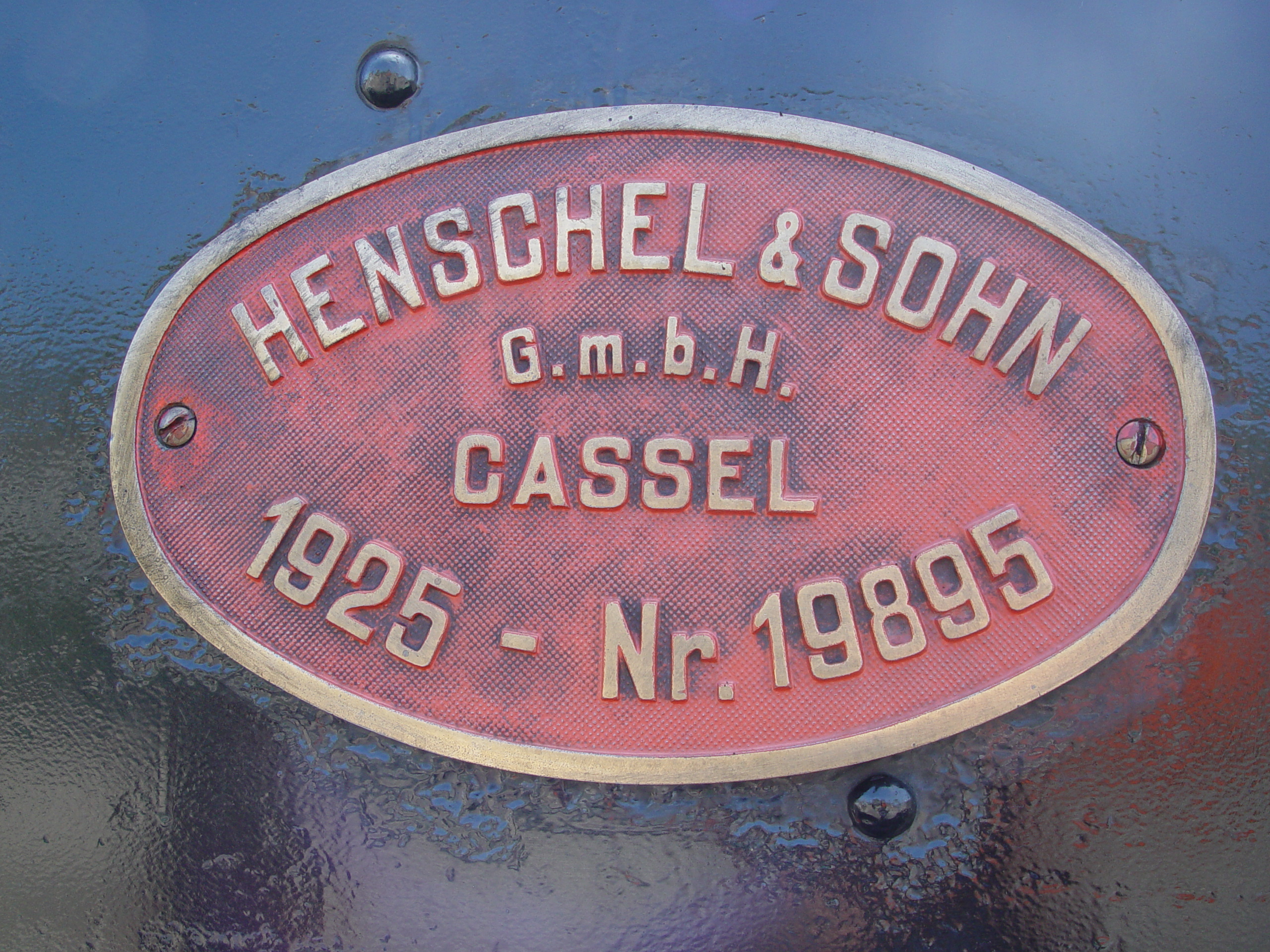
Placa da locomotiva 0186.

Esta série era composta por dez locomotivas a vapor, numeradas de 0181 a 0190. Do tipo locomotiva-tanque, apresentavam um estilo tipicamente germânico. A locomotiva 0187 estava afecta ao depósito de Contumil. Empregavam um esquema de eixos 1-4-2.

## Ficha técnica
- Número de unidades construídas: 10[1]
- Ano de entrada ao serviço: 1924[1] - 1925[3]
- Disposição dos eixos: 1-4-2[3]
- Tipo de tracção: Vapor[2]
- Fabricante: Henschel & Sohn[2]